# Italcar

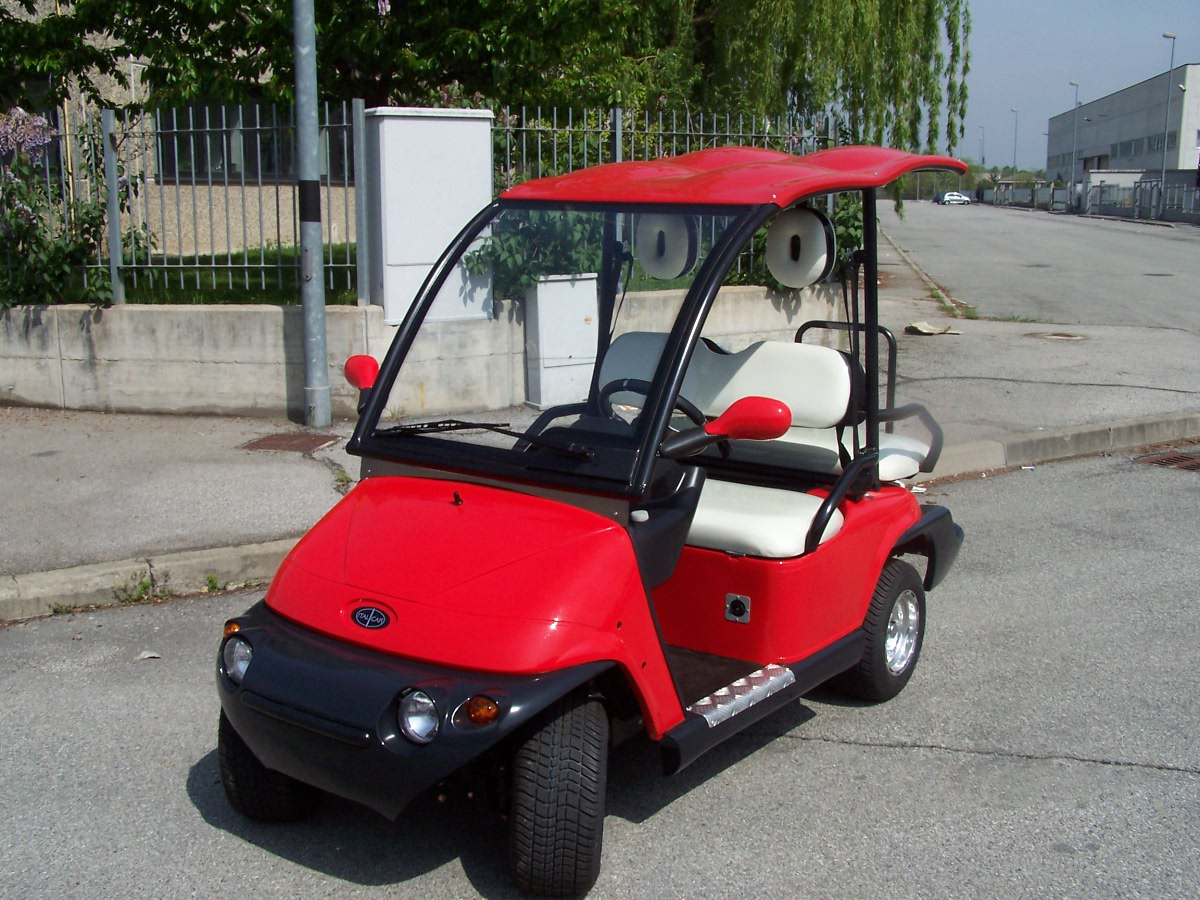
Italcar EV

Italcar ist ein italienischer Hersteller von Elektrofahrzeugen mit Sitz in Turin. Italcar bietet vornehmlich elektrische Golfmobile und Nutzfahrzeuge an.

## Geschichte
Zu Beginn der 1980er Jahre wurde das Unternehmen als Green Company S.r.l. gegründet. 2005 übernahm die Green Company 100 Prozent von T.Car und änderte den Firmennamen auf Italcar. Seit 2008 wurde die Produktion von Dieselfahrzeugen durch eine Managemententscheidung gestoppt und der Fokus auf die Produktion von Elektrofahrzeuge gesetzt.